# 维格龙
维格龙（法語：Vigueron，法語發音：[viɡʁɔ̃]）是法国奧克西塔尼大區塔恩-加龙省的一个市镇，属于卡斯泰尔萨拉桑区。

## 地理
维格龙（43°53'3"N, 1°3'19"E）面积6.33 平方千米，位于法国奧克西塔尼大區塔恩-加龙省，该省份为法国西南部内陆省份，北起顺时针与洛特省、阿韦龙省、塔恩省、上加龙省、热尔省和洛特-加龙省接壤。
与维格龙接壤的市镇（或旧市镇、城区）包括：博蒙德洛马涅、贝尔贝斯、孔贝鲁热、圣萨尔多斯、塞里尼亚克。
维格龙的时区为UTC+01:00、UTC+02:00（夏令时）。

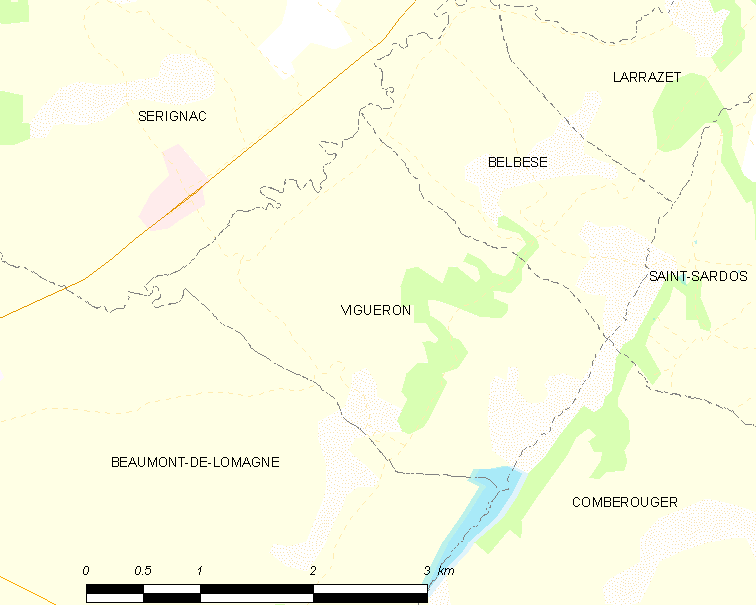
维格龙的OSM定位图

## 行政
维格龙的邮政编码为82500，INSEE市镇编码为82193。

## 政治
维格龙所属的省级选区为博蒙德洛马涅县。

## 人口

1962-2008年间维格龙人口变化图示

维格龙于2022年1月1日时的人口数量为120人。